# Guri Kuj
Guri Kuj (makedonska: Гури Куј) är en bergstopp i Nordmakedonien. Den ligger i kommunen Mavrovo i Rostuša, i den västra delen av landet, 80 kilometer väster om huvudstaden Skopje. Toppen på Guri Kuj är 2 325 meter över havet. Närmaste större samhälle är Rostuša, 16,8 kilometer söder om Guri Kuj. 